# Pictetiella lechleitneri
Pictetiella lechleitneri är en bäcksländeart som beskrevs av Bill P.Stark och Boris C. Kondratieff 2004. Pictetiella lechleitneri ingår i släktet Pictetiella och familjen rovbäcksländor. Inga underarter finns listade i Catalogue of Life.